# Forchia
Forchia é uma comuna italiana da região da Campania, província de Benevento, com cerca de 1.116 habitantes. Estende-se por uma área de 5 km², tendo uma densidade populacional de 223 hab/km². Faz fronteira com Airola, Arienzo (CE), Arpaia, Moiano, Roccarainola (NA).
A população residente no final do ano de 2010 era de 1.226 pessoas

## Demografia
| Variação demográfica do município entre 1861 e 2011                               |
|                                                                                   |
| Fonte: Istituto Nazionale di Statistica (ISTAT) - Elaboração gráfica da Wikipedia |